# باشگاه فوتبال تایلند توباکو مونوپولی
باشگاه فوتبال تایلند توباکو مونوپولی که معمولا به عنوان باشگاه فوتبال تی‌تی‌ام شناخته می‌شود، یک باشگاه فوتبال منحل شده تایلندی بود که در ابتدا در بانکوک مستقر بود. این باشگاه که در سال ۱۹۶۳ تأسیس شد، یکی از قدیمی‌ترین باشگاه‌های تایلند بود. بزرگترین دستاورد آنها کسب عنوان قهرمانی لیگ برتر تایلند در سال ۲۰۰۵ بود.
این باشگاه از سال ۲۰۰۹ دستخوش چندین تغییر نام و جابجایی شد: ابتدا به باشگاه فوتبال تی‌تی‌ام ساموت ساکون، سپس برای فصل ۲۰۱۰ به باشگاه فوتبال تی‌تی‌ام پیچیت، و پس از آن تیم به استان شمالی منتقل شد. در سال ۲۰۱۲، این باشگاه بار دیگر به چیانگ مای نقل مکان کرد و با نام باشگاه فوتبال تی‌تی‌ام چیانگ مای شناخته شد. در سال ۲۰۱۳، آنها به لوپبوری نقل مکان کردند، سپس در سال ۲۰۱۴ به خانه اصلی خود، بانکوک، بازگشتند. در سال ۲۰۱۵، آنها نوزدهم شدند و به لیگ منطقه‌ای سقوط کردند. این باشگاه در سال ۲۰۱۵ منحل شد.